# Regaty o Puchar Prezydenta Sopotu
Regaty o Puchar Prezydenta Sopotu – najstarsze w Polsce regaty windsurfingowe rozgrywane na akwenie morskim.
Zawody odbywają się tuż obok sopockiego molo. Regaty o Puchar Prezydenta Sopotu rozgrywane są w klasach Techno 293, Formula Windsurfing, RS:X oraz Slalomie.
Edycja 2009 odbyła się 27-30 czerwca. Wyścig był jednocześnie eliminacją do Mistrzostw Świata Juniorów ISAF oraz Ogólnopolskiej Olimpiady Młodzieży.
Organizatorem regat jest Sopocki Klub Żeglarski przy współpracy z Urzędem Miejskim w Sopocie i Urzędem Marszałkowskim Województwa Pomorskiego.